# Microsoft Windows 98
Microsoft Windows 98（マイクロソフト ウィンドウズ 98）は、マイクロソフトが1998年に発売したパーソナルコンピュータ用のオペレーティングシステム (OS) である。当初1997年に発売されるとアナウンスされており、Windows 97という仮称でも呼ばれていた。コードネームはMemphis（メンフィス）。クリーンインストール版（通常版）日本語リテールパッケージの希望小売価格は24,800円（税別・1998年7月当時）。また、「Microsoft Plus! for Windows 98」もあった。なお、本記事では1999年に発売された一部改良版のWindows 98 Second Edition（ウィンドウズ 98 セカンドエディション、略記はWindows 98 SEや98SE）を含めて記述する。

## 概要
Windows 95 OSR2 (OEM Service Release 2) 以降から引き継いだ機能として、USB、IEEE 1394（ただしWindows 98では暫定的な対応となっており、正式対応はWindows 98 SEから）などのインタフェースに対応。また、ファイルシステムとしてFAT32にも対応しているために効率的なディスクの管理が可能で、大容量のハードディスクドライブを使用できるのもWindows 95 OSR2以降と同様である。
ウェブブラウザのInternet Explorer 4.0をOSに統合し、ネットワーク上のファイルもローカルファイルと同様に操作ができる点も、Windows 95 OSR2.5を踏襲している。
Windows 95と一線を画している特徴の1つとして、スタートメニューもドラッグアンドドロップの対象となった点が挙げられる。
Windows 98はWindows 9x系のOSでWindows 95などと同様に32ビットと16ビットのカーネルコードが混在しており、システムの随所でMS-DOSのコードを呼んでいること、メモリ保護が不十分にしかなされていないこと、システムリソースと呼ばれる領域の一部が64キロバイトという狭い領域に制限されていることなどが要因で、動作が不安定になる場合も多い。このため、Windows NT系と比べて安定性は低い。しかし、Windows 9x系の安定性についてはドライバやハード面の影響も大きく、Windows 98に最適なデバイスやドライバ、OSや使用ソフトに見合ったPCのスペックがあればさほどブルースクリーンやフリーズに見舞われることはない。
また、本OSの後継にあたるWindows Meや別系統（NT系カーネル）のWindows 2000やWindows XPなど後継のOSよりも要求されるPCのスペックが低いこと、古いソフトが動作することなどから、マイクロソフトによるサポートが終了（後述）した後においても一部（主として組み込みシステム）で利用された。中古PCやジャンクPCの有効活用、Virtual PCやVMware、VirtualBoxなどの仮想マシン上でのゲストOSとしての利用、後継OSでは動作しないゲームソフトのためなどの場面が考えられる。特に法人用途については98SEが家庭・法人兼用OSである（したがってダウングレード権の対象にもなる）のに対し、Meは家庭向けエディションのみで法人向けエディションが存在しないという事情もあった。このためNT系 (2000/XP) では動作しない9x系ソフト資産に対する法人需要に対してはMeではなく98SE機を提供することになり、一部の法人ユーザー向けのPC製品には2003年ごろまでWindows 98 SEがプリインストールされた機種が販売されていた。
2020年現在、マイクロソフトの各種サポートが打ち切られていることからWindows 98に正式に対応する製品は完全に姿を消している。マイクロソフトのサポート終了後、Windows XP以降のNT系統への移行が加速したことが窺える。また、Windows 98に対応することは、NEC PC-9800シリーズでの動作をもサポートしなければならないことを意味するため、当時からPC-9800シリーズをサポートしないなどと明言する製品も少なくなかったのだが、XP以降を対象とすることでその制限が完全に解消された形になった。
1999年以前に登場したWindows 98及びWindows 98 SEは、ブロードバンドインターネット接続の普及が本格化する前に発売されたためにMTU値などの設定が電話回線（ダイヤルアップ接続）やISDNといった低速回線に最適化されており、その一方でADSLやFTTHといった大容量・高速回線で回線本来の性能を発揮できない（ただし、レジストリでMTU値などの設定をブロードバンド回線向けに最適化できる）。
Windows 98では、マルチモニタがサポートされるようになった。
Windows 98とWindows 98 SE（および後継のWindows Me）は、2006年7月11日限りでセキュリティホール対策モジュール提供などのサポートが打ち切られた。2007年5月2日、独立行政法人情報処理推進機構は、「サポートが終了したOSの利用は非常に危険な行為である」と表明しており、使用する場合はネットに接続しない単独の専用システム（スタンドアローン）にしたうえ、なるべくUSBメモリやFD、MO、外付けHDD等の外部補助記憶装置でデータ交換しないことを呼びかけている。
2020年現在、Windows 9x系ではすでにWindows Updateを利用できなくなっているため、既出の修正ファイルの自動導入を行えない状況にある。ただし、修正ファイルの提供自体は続いているため、個別にダウンロードして手動で適用することは可能。

## Windows 98 Second Edition
1999年5月5日にWindows 98 Second Edition (Win98 SE) （日本語版はSP1適用で9月10日）が発売された。Second Editionではいくつかの機能の強化や拡張の他、西暦2000年問題などのバグの修正が行われている。このリリース要因としては、アメリカの放送局CNNのテレビ番組に出演していたビル・ゲイツの目の前でWindows 98がクラッシュするというハプニング があったためとも言われている。

### Second Editionでの主な変更点
- Internet Explorer 5.0を搭載し、新たにDVD-ROMなどのサポート、USB 1.1対応やIEEE 1394への対応の強化
- フロッピーディスク版の提供が打ち切られた。（起動ディスクを除く）
- Windows 98では、デスクトップ上に「チャンネル」と呼ばれる画面（チャンネル ガイドや新聞社、天気予報サイトへのボタンが並んでいる）が表示されていたが、Second Editionでは削除されている。
- プリインストールのDirectXがバージョン5から6になっている。

スタートメニュー横に表示される「Windows 98」の部分には、Second Editionの表記はない。

### Windows 98 Second Edition Update CD-ROM
このCD-ROMは、MicrosoftがWindows 98ユーザー（プリインストール版・アップグレード版を問わず）を対象に格安（1,000円・税別）で配布していたWindows 98専用のアップデートディスクである（現在では配布終了）。ゆえにこのCD-ROMに収録されているセットアッププログラムは、Windows 98上からしか実行できないように設計されている（セットアップの手順はWindows 98のそれと同じである。そのためぱっと見ると、Windows 98からWindows 98にアップグレードしているように見える）。Windows 3.1やWindows 95から実行すると、途中で「必要なWindows 98ファイルが見つかりませんでした」というメッセージが表示され、セットアップが強制終了してしまう（MS-DOSからの新規インストールもできない）。なお、このCD-ROMは通常のWindows 98 Second Editionアップグレード版と違って、アップグレード対象製品であるWindows 98のCDが手元にあったとしても、Windows 98が実際にインストールされていなければセットアップが実行できないように制限されている。ただし、このCDのWin98フォルダをハードディスクにコピーしてから、単体でインストール可能なWindows 98 CD-ROMから不足分のファイルを抽出し、Setup.exeとdossetup.binファイルをコピーしたWin98フォルダに上書きすることで、Windows 98をインストールせずにこのCDのファイルからWindows 98 Second Editionを新規インストールするといった荒業もある。 しかし、その場合でも通常版かアップグレード版のWindows 98 CD-ROMが必要不可欠であるため、この方法でインストールする利点は皆無と言える。
このCD-ROMはセットアッププログラム（Setup.exe）と不足しているファイル以外は、通常のWindows 98 Second Edition CD-ROM（アップグレード版）と同じように認識される。従って、Windows 98の後継であるWindows Meの「Windows 98ユーザー限定期間限定特別パッケージ」（Windows 98/98SEからのアップグレードを前提にした低価格の専用アップグレードパッケージ）を使ってWindows 95からいきなりWindows Meにアップグレードする際に、このCD-ROMを利用すればアップグレード認証を通過できる。あるいは、 Windows 2000 ProfessionalやWindows XPのアップグレード版を使って新規インストールを開始した場合、途中で行われるアップグレード認証の際に、挿入を要求される旧バージョンのインストールCDにもこのCD-ROMを利用することができる。

## システム要件
|                | 32 ビット                                           |
| -------------- | --------------------------------------------------- |
| アーキテクチャ | PC/AT互換機またはPC-9800シリーズ                    |
| プロセッサー   | 486DX 66 MHz 以上のCPU                              |
| 物理メモリー   | 16 MB以上 32 MB以上を推奨                           |
| ストレージ     | 200MB - 380 MB                                      |
| 光学ドライブ   | CD-ROMまたはDVD-ROMドライブ                         |
| 画面解像度     | 640 x 480                                           |
| 入力装置       | Microsoft Mouse、もしくは互換ポインティングデバイス |

1. ↑  Windows 98においては2.2 GHz以上のCPUではインストール不可能な場合がある。Windows 98SEでは改善されている。
2. ↑  メモリ管理プログラムの関係で約1GB以上のメモリを搭載したPCでは動作しない。動作させるには、事前にシステム側でメモリへのアクセスを制限する必要があるが、確実な動作を保証するものではない[9]。
3. ↑  Windows 98SEでは単に「24MB以上」とパッケージに表記されている。
4. ↑  アップグレード版では、98で190 - 240MB、98SEで310 - 390MBとパッケージに表記されている。

## 旧バージョンからのアップグレード / アンインストール
Windows 98には、Windows 3.1かWindows 95からのみアップグレード可能。Windows NTからのアップグレードはできない。Windows 98からWindows 98 Second Editionにアップグレードするには別途「Windows 98 Second Edition アップグレード版CD-ROM」か「Windows 98 Second Edition Update CD-ROM」を用意する必要がある。また、アップグレード時にシステムファイルを保存していれば、旧バージョンに戻すこと（アンインストール）は可能。

## 新しいバージョンへのアップグレード / アンインストール
Windows 98がアップグレード元OSの場合、他のバージョンに比べてアップグレードできるバージョンが多いことが特徴。Windows 98からはSecond Editionの有無に関わらず、Windows Me、Windows 2000 Professional、Windows XP Home Edition、Windows XP Professionalのいずれかにアップグレードすることができる。しかし、Windows 98からいきなりWindows Vistaにアップグレードしたり、その後継OSであるWindows 7にアップグレードすることはできない。
なお、上記のWindowsのうちWindows 2000以外のバージョンにアップグレードした場合は、後でそのバージョンをアンインストールしてWindows 98に戻すことができる。

## 出来事

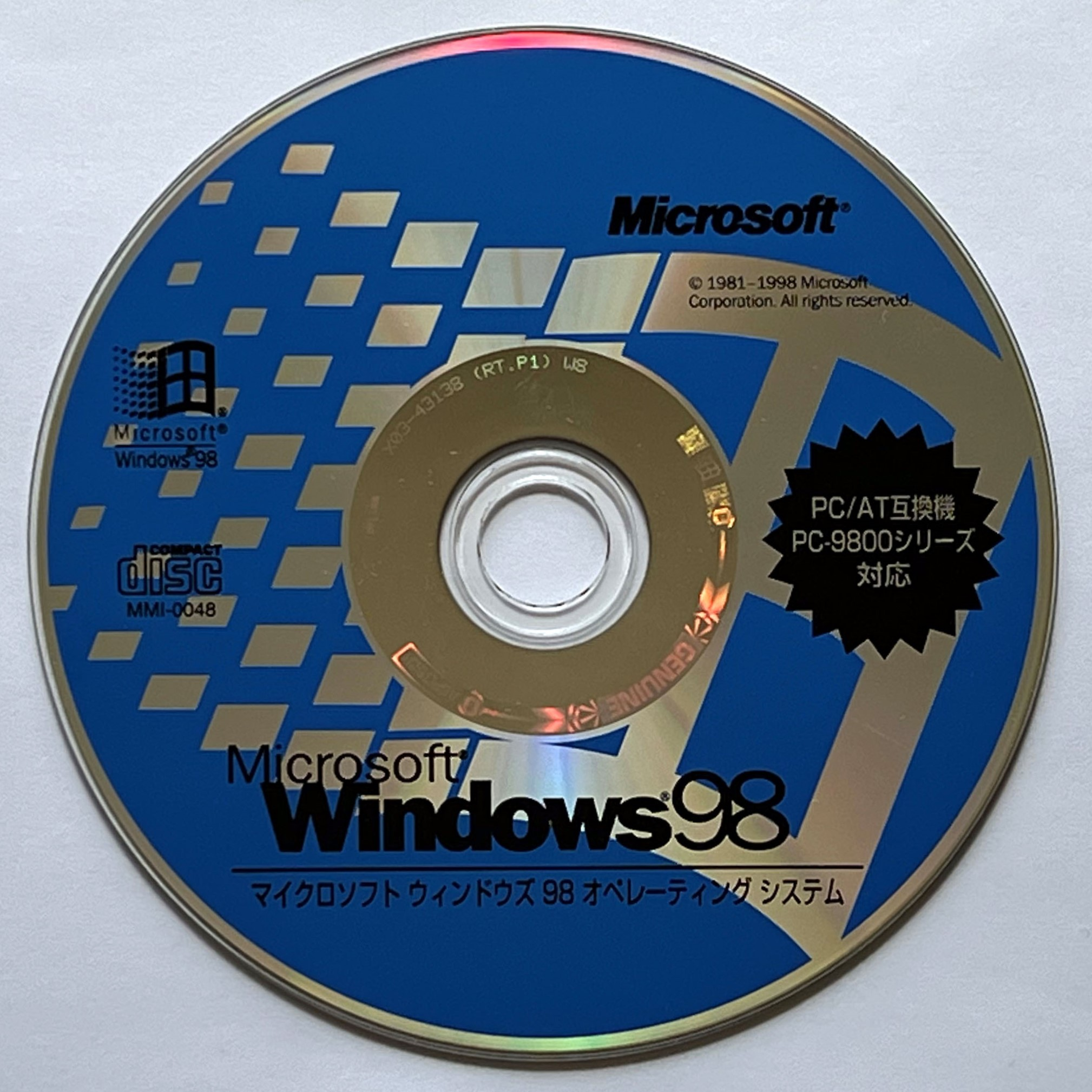
日本語版インストール CD

1998年
6月25日 - Windows 98（英語版）発売。
7月25日 - Windows 98（日本語版）発売。
1999年
5月5日 - Windows 98 Second Edition（英語版）発売。
8月2日 - Service Pack 1公開。
9月10日 - Windows 98 Second Edition（日本語版）発売。
2002年
6月30日 - メインストリームフェーズ終了日を迎えるものの、無償サポートを1年間延長。
2003年
6月30日 - 無償サポートを終了し、完全に延長フェーズに移行。有償サポートとセキュリティパッチのみのサポートとなる。
2004年
1月12日 - 2004年1月16日で終了予定だったWindows 98/98 SEの延長サポートを、2006年6月30日に変更。
2006年
7月11日 - 延長サポート終了。

## 出荷・販売本数の推移
- 日本での初回出荷47万本。
- 1998年8月27日 - 日本で、発売から2日でパッケージ25万本を販売（29日、IDCジャパン発表）[14][15]
- 1998年9月3日 - 日本で、発売から9日でパッケージ33万本を販売（8月、GfKジャパン発表）[16]
- 1998年9月14日 - 日本での販売本数40万本[17]
- 1998年9月25日 - 日本での累計の販売本数50万本[18]
- 1998年10月20日 - 全世界1000万本[19]
- 1999年2月 - 全世界2500万本[20]
- 1999年3月末 - 日本国内での出荷本数335万本を突破（IDCジャパン発表）[21]